# Маляр (робітничий фах)

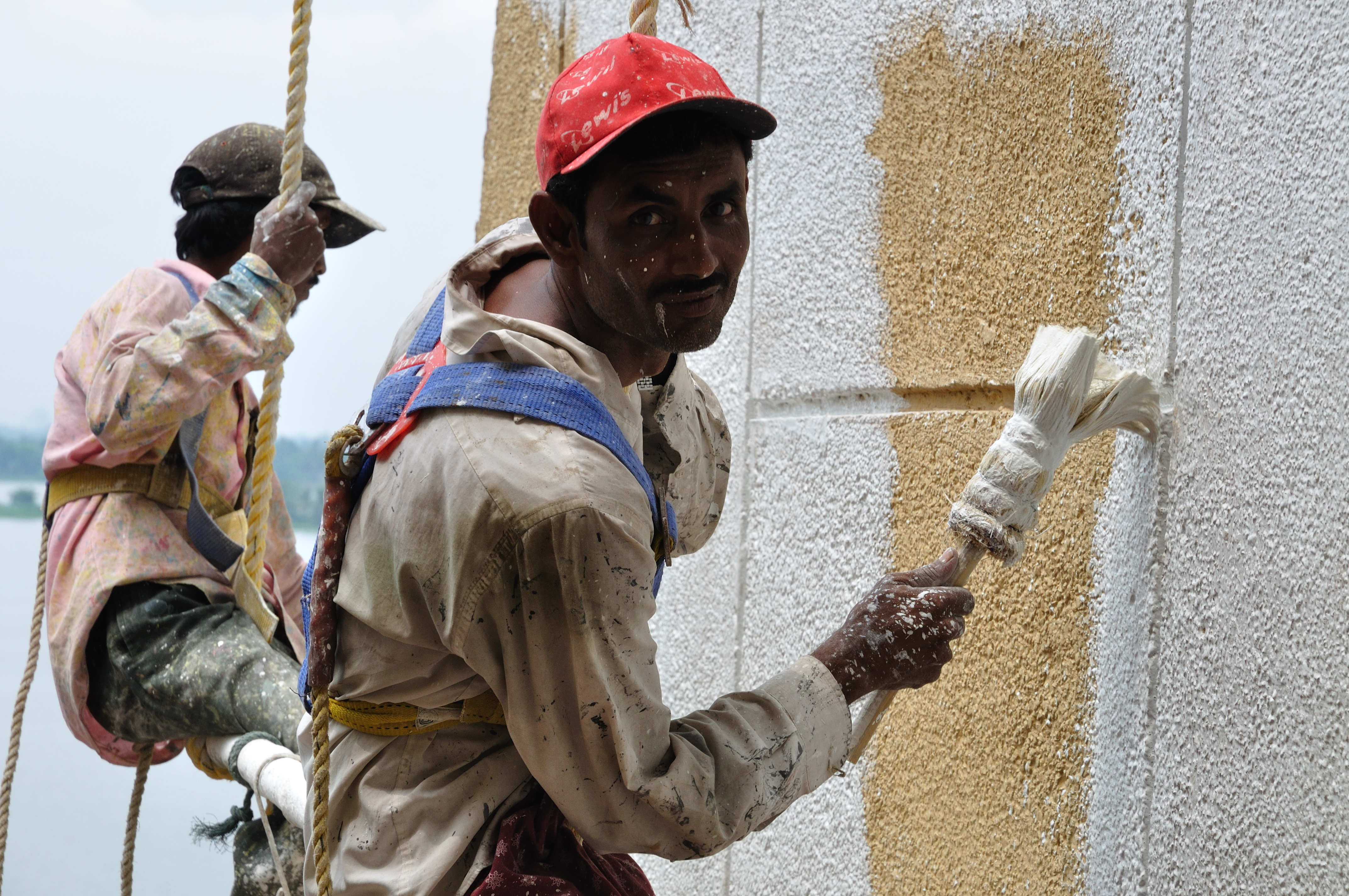
Малярі в Колкаті

Ма́ляр (від нім. Maler) — будівельна спеціальність, фахівець, що займається фарбуванням будов, споруд, обладнання та інших предметів.
Маляр працює в будівельних організаціях, ремонтно-будівельних і житлово-комунальних управліннях. Фахівець, який займається фарбуванням будівель, споруд, предметів інтер'єру, обладнання, інструментів. Маляр фарбує поверхні за допомогою пензлів, валиків, фарбопультів, пістолетів та інших пристосувань, наклеює шпалери. Він володіє прийомами роботи для створення високоякісного декоративного тиньку, а також прийомами багатоколірного фарбування фасадів, будівель спеціальними синтетичними сумішами.

### Інструменти
| Фото | Назва                                  | Опис |
| ---- | -------------------------------------- | --- |
|      | Флейцовий пензель                      | Плаский пензель з високоякісної щетини. Його використовують для остаточного доведення пофарбованих поверхонь, але ним також можна фарбувати невеличкі ділянки |
|      | Пензель-макловиця                      | |
|      | Торцевий пензель (торцівка)            | Має вигляд щітки з короткою щетиною, з прикріпленою перпендикулярно ручкою. Основне призначення — надання свіжефарбованій поверхні зернистої фактури          |
|      | Плаский пензель                        | |
|      | Фільонковий пензель                    | |
|      | Прямий пензель для труб і радіаторів   | |
|      | Вигнутий пензель для труб і радіаторів | |
|      | Валик                                  | |
|      | Лоток для фарби                        | Призначений для набирання фарби валиком |
|      | Очисник для валика                     | Слугує для витирання валика від залишків фарби |
|      | Фарбувальний пістолет (фарбопульт)     | |
|      | Товщиномір-гребінка                    | Призначений для контролю товщини шару фарби |
|      | Малярна стрічка                        | Призначена для захисту суміжних поверхонь (шибок, кахлів, ділянок іншого кольору), а також для розмітки                                                       |
|      | Скребачка для фарби                    | |
|      | Драбина-стрем'янка                     | Її використовують під час фарбування високих стін і стелі |
|      | Будівельна люлька (фасадний підіймач)  | Призначається для фарбування зовнішніх стін будинків |

## Інше значення
- Маляр — той, хто займається малярством; художник, живописець[1].